# Messier 59
Messier 59 (M59 o NGC 4621), és una galàxia el·líptica de tipus E5, situda a la constel·lació de la Verge. Va ser descoberta perr Johann Gottfried Koehler l'11 d'abril de 1779 al mateix termps que la seva veina voisine M60. Charles Messier la va catalogar uns tres dies després.
M59 és una galàxia del cúmul de la Verge, es tracta d'una de les grans galàxies el·lípitques d'aquest cúmul encara que menys lluminosa i massiva que les més grans, M49, M60 i sobretot, M87. És una galàxia oblonga, diferents fonts li atribueixen una excentricitat orbital de E3-E5. La seva distància és de 60 milions d'anys llum, el seu eix major és de 5 minuts d'arc que correspon a una extensió lineal de quasi 90.000 anys llum.
El 1939 es va veure una supernova que va arribar a la magnitud de 12.